# Prinzenstraße 17

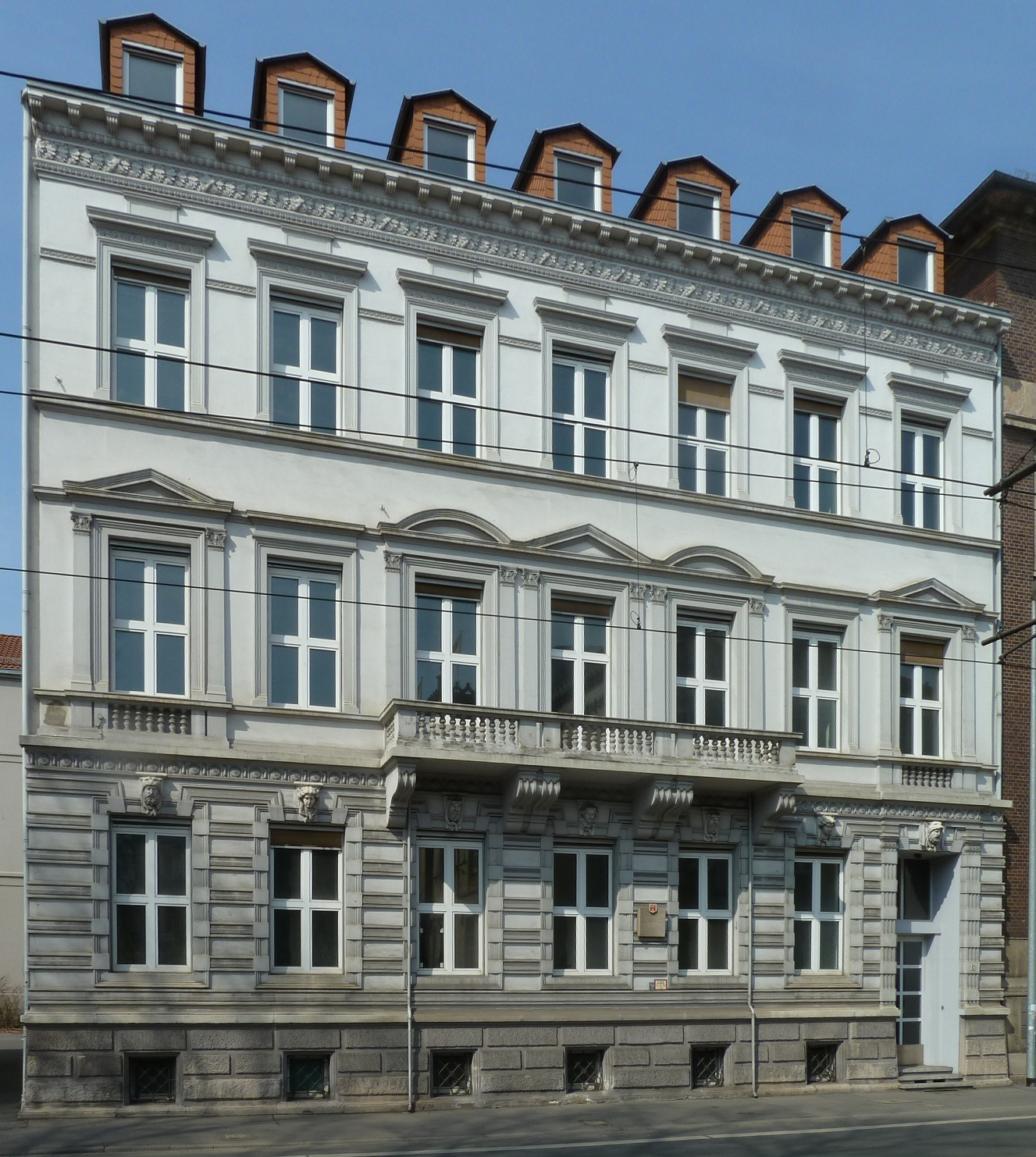
Das 1879 von Heinrich Köhler für Otto Biedenweg im Stil italienischer Renaissance errichtete Wohn- und Bürohaus Prinzenstraße 17

Die Prinzenstraße 17 in Hannover bezeichnet das denkmalgeschützte und im Bankenviertel der niedersächsischen Landeshauptstadt im 19. Jahrhundert errichtete ehemalige Haus Biedenweg.

## Geschichte und Beschreibung
Das Gebäude im heutigen Stadtteil Mitte steht an Stelle eines älteren Bauwerkes, in dem zur Zeit des Königreichs Hannover bis 1853 der Violinvirtuose und Konzertmeister am Hoftheater, Joseph Joachim, seinen Wohnsitz hatte. Vor Ort erinnert heute die sogenannte „Joachim-Gedenktafel“ an den Künstler.
An Stelle des Vorgänger-Gebäudes ließ sich in der Gründerzeit des Deutschen Kaiserreichs im sogenannten Bankenviertel Hannovers, im Jahr 1879 der Direktor der Hannoverschen Landeskreditanstalt, Otto Biedenweg, ein eigenes Wohn- und Bürogebäude nach Plänen von Heinrich Köhler errichten, jenem Architekten, schon drei Jahrzehnte zuvor das benachbarte Wohnhaus Albrecht in der Prinzenstraße 21 erbaut hatte.
Der hier nun errichtete Neubau des Bankdirektors, seinerzeit als Biedenweg’sches Haus unter der Adresse Prinzenstraße 6, wurde als dreigeschossiger Putzbau geplant, dessen fein proportionierte Fassade Köhler im Stil der Neorenaissance, insbesondere nach Vorbildern der italienischen Renaissance gestaltete.
An dem Bauwerk wurde – erstmals in Hannover – eine Sgraffito-Bemalung aufgebracht, die der Hofmaler Heinrich Wilke schuf. Das Kunstwerk war aber schon während des Ersten Weltkrieges um das Jahr 1915 verschwunden.